# Capillipedium
Capillipedium Stapf é um género botânico pertencente à família Poaceae, subfamília Panicoideae, tribo Andropogoneae.
O gênero apresenta aproximadamente 25 espécies. Ocorrem na África, Ásia, Australásia e Pacífico.

## Sinônimo
- Filipedium Raizada & S.K.Jain

## Espécies
- Capillipedium annamense A. Camus
- Capillipedium arachnoideum Henrard
- Capillipedium assimile (Steud. ex Zoll.) A. Camus
- Capillipedium cinctum (Steud.) A. Camus
- Capillipedium duongii Nguyen
- Capillipedium filiculme (Hook. f.) Stapf
- Capillipedium foetidium (Lisboa) Raíz. & Jain
- Capillipedium glaucopsis (W. Watson) Stapf
- Capillipedium hugelii (Hack.) Stapf
- Capillipedium kwashotensis (Hayata) C.C. Hsu
- Capillipedium laoticum A. Camus
- Capillipedium leucotrichum (A. Camus) M. Schmid ex Veldkamp
- Capillipedium longisetosum Bor
- Capillipedium magdaleni M.R. Almeida
- Capillipedium nagense Bor
- Capillipedium parviflorum (R. Br.) Stapf
- Capillipedium planipedicellatum Bor
- Capillipedium pteropechys (C.B. Clarke) Stapf
- Capillipedium scabridum Ridl.
- Capillipedium schmidii (Hook. f.) Stapf
- Capillipedium spicigerum S.T. Blake
- Capillipedium subrepens (Steud.) Henrard
- Capillipedium sulcatum Bor
- Capillipedium venustum (Thwaites) Bor
- Capillipedium vietnamense Nguyen